# 后位
后位（こうい）は、皇室において天皇の配偶者（妻）・母・祖母等に与えられた「皇后・皇太后・太皇太后」の地位の総称であり、三宮（さんぐう）・三后（さんごう）とも言う。天皇退位特例法の定めるところの「上皇后（じょうこうごう）」もこれに含め、何れも敬称は「陛下」である。妃位（妃・皇太妃・太皇太妃、四品以上・内親王）や夫人位（夫人・皇太夫人・太皇太夫人、三位以上）よりも格上に相当する。

## 概要
律令において后位は天皇との血縁・配偶関係に基づいて定められ、
1. 「皇后」は天皇の嫡妻
2. 「皇太后」は天皇の母にして后位（皇后）にあった者
3. 「太皇太后」は天皇の祖母にして后位（皇太后・皇后）にあった者

に対して与えられるとされた。しかし、聖武天皇生母の藤原宮子等、后位になかった国母への皇太后・太皇太后宣下（贈位を含む）が行なわれるようになり、また天皇の交代に伴って皇后を皇太后とするなど、次第に実態は令の規定にあわなくなっていく。
平安時代中期以降には政治的な背景による后位の決定が恒常化し、藤原彰子が一条天皇中宮に冊立され、先に后位にあった藤原定子と並立したことを嚆矢として、一帝に二后が同時に存在することも行なわれるようになった。更に、後冷泉天皇の時、藤原歓子の皇后冊立により、皇后藤原寛子が中宮に、中宮章子内親王が皇太后に移る等、后位のあり方は複雑化した。
院政期に入ると、堀河天皇姉の媞子内親王が准母として中宮に冊立され（尊称皇后）、后位は当代の天皇との実際の親子関係や配偶関係を必ずしも示さなくなる。また鳥羽上皇は、退位後に自らの後宮に入内した藤原泰子を皇后とし、さらに近衛天皇が即位するとその生母藤原得子が皇后に冊立される等、后位は令の規定とはまったく異なる原理で与えられるようになった。一方で三后の宣下は次第に稀になり、准三后宣下が主となっていく。
明治維新の後、后位の決定原理は整理され、
1. 当代の天皇の嫡妻を皇后
2. 先帝の皇后を皇太后
3. 先々帝の皇后を太皇太后

とすることになる。皇室典範によって三后は皇族とされ、尊称は陛下と定められた。また、1910年の皇族身位令によって、皇后の地位を太皇太后・皇太后の上位とすることとなった。
2019年5月、「天皇退位特例法」に基づいて第125代天皇明仁が退位により上皇となったのに伴い、その后である美智子も「上皇后」となった。なお、夫たる上皇が存命中であるため、「皇太后」とは呼称されず、確認される限りでは日本史上初の称号である。

## 中宮・皇后・皇太后・上皇后・太皇太后の在位一覧表
| 表示 年月日                        | 中宮       | 皇后       | 皇太后 上皇后 | 太皇太后   |
| ---------------------------------- | ---------- | ---------- | ------------- | ---------- |
| 天平元年8月10日（729年9月7日）     |            | 藤原安宿媛 |               |            |
| 天平勝宝元年7月以降（749年）       |            |            | 藤原安宿媛    | 藤原宮子   |
| 天平勝宝6年7月19日（754年8月11日） |            |            | 藤原安宿媛    |            |
| 天平宝字4年6月7日（760年7月27日）  |            |            |               |            |
| 宝亀元年11月6日（770年11月27日）   |            | 井上内親王 |               |            |
| 宝亀3年3月2日（772年4月9日）       |            |            |               |            |
| 延暦2年4月18日（783年5月23日）     |            | 藤原乙牟漏 |               |            |
| 延暦9年閏3月10日（790年4月28日）   |            |            |               |            |
| 弘仁6年7月13日（815年8月21日）     |            | 橘嘉智子   |               |            |
| 弘仁14年4月23日（823年6月5日）     |            |            | 橘嘉智子      |            |
| 天長4年2月26日（827年3月26日）     |            | 正子内親王 | 橘嘉智子      |            |
| 天長10年3月2日（833年3月26日）     |            |            | 正子内親王    | 橘嘉智子   |
| 嘉祥3年5月4日（850年6月17日）      |            |            | 正子内親王    |            |
| 仁寿4年4月26日（854年5月30日）     |            |            | 藤原順子      | 正子内親王 |
| 貞観6年1月7日（864年2月21日）      |            |            | 藤原明子      | 藤原順子   |
| 貞観13年9月28日（871年11月14日）   |            |            | 藤原明子      |            |
| 元慶6年1月7日（882年2月2日）       |            |            | 藤原高子      | 藤原明子   |
| 寛平8年9月22日（896年11月5日）     |            |            |               | 藤原明子   |
| 寛平9年7月26日（897年8月31日）     |            |            | 班子女王      | 藤原明子   |
| 昌泰3年4月1日（900年5月2日）       |            |            |               | 藤原明子   |
| 昌泰3年5月23日（900年6月22日）     |            |            |               |            |
| 延喜23年4月26日（923年5月14日）    | 藤原穏子   |            |               |            |
| 承平元年11月28日（932年1月8日）    |            |            | 藤原穏子      |            |
| 天慶9年4月26日（946年6月3日）      |            |            |               | 藤原穏子   |
| 天暦8年1月4日（954年2月9日）       |            |            |               |            |
| 天徳2年10月27日（958年12月10日）   | 藤原安子   |            |               |            |
| 応和4年4月29日（964年6月11日）     |            |            |               |            |
| 康保4年9月4日（967年10月9日）      | 昌子内親王 |            |               |            |
| 天禄4年7月1日（973年8月1日）       | 藤原媓子   |            | 昌子内親王    |            |
| 天元2年6月3日（979年6月29日）      |            |            | 昌子内親王    |            |
| 天元5年3月11日（982年4月7日）      | 藤原遵子   |            | 昌子内親王    |            |
| 寛和2年7月5日（986年8月17日）      | 藤原遵子   |            | 藤原詮子      | 昌子内親王 |
| 永祚2年10月5日（990年10月26日）    | 藤原定子   | 藤原遵子   | 藤原詮子      | 昌子内親王 |
| 正暦2年9月16日（991年10月30日）    | 藤原定子   | 藤原遵子   |               | 昌子内親王 |
| 長保元年12月1日（1000年1月10日）   | 藤原定子   | 藤原遵子   |               |            |
| 長保2年2月25日（1000年4月2日）     | 藤原彰子   | 藤原定子   | 藤原遵子      |            |
| 長保2年12月16日（1001年1月13日）   | 藤原彰子   |            | 藤原遵子      |            |
| 寛弘9年2月14日（1012年3月9日）     | 藤原妍子   |            | 藤原彰子      | 藤原遵子   |
| 寛弘9年4月27日（1012年5月20日）    | 藤原妍子   | 藤原娍子   | 藤原彰子      | 藤原遵子   |
| 寛仁元年6月1日（1017年6月27日）    | 藤原妍子   | 藤原娍子   | 藤原彰子      |            |
| 寛仁2年1月7日（1018年2月1日）      | 藤原妍子   | 藤原娍子   |               | 藤原彰子   |
| 寛仁2年10月16日（1018年11月26日）  | 藤原威子   | 藤原娍子   | 藤原妍子      | 藤原彰子   |
| 万寿2年3月25日（1025年4月25日）    | 藤原威子   |            | 藤原妍子      | 藤原彰子   |
| 万寿3年1月19日（1026年2月15日）    | 藤原威子   |            | 藤原妍子      |            |
| 万寿4年9月14日（1027年10月16日）   | 藤原威子   |            |               |            |
| 長元9年9月6日（1036年9月28日）     |            |            |               |            |
| 長元10年2月13日（1037年3月2日）    | 禎子内親王 |            |               |            |
| 長元10年3月1日（1037年3月20日）    | 藤原嫄子   | 禎子内親王 |               |            |
| 長暦3年8月28日（1039年9月19日）    |            | 禎子内親王 |               |            |
| 永承元年7月10日（1046年8月14日）   | 章子内親王 | 禎子内親王 |               |            |
| 永承6年2月13日（1051年3月27日）    | 章子内親王 | 藤原寛子   | 禎子内親王    |            |
| 治暦4年4月17日（1068年5月20日）    | 藤原寛子   | 藤原歓子   | 章子内親王    | 禎子内親王 |
| 治暦5年2月17日（1069年3月18日）    | 藤原寛子   | 藤原歓子   | 章子内親王    |            |
| 延久元年7月3日（1069年7月23日）    | 馨子内親王 | 藤原歓子   | 藤原寛子      | 章子内親王 |
| 延久6年6月16日（1074年7月12日）    | 馨子内親王 | 藤原歓子   | 藤原寛子      |            |
| 延久6年6月20日（1074年7月16日）    | 藤原賢子   | 馨子内親王 | 藤原歓子      | 藤原寛子   |
| 応徳元年9月22日（1084年10月24日）  |            | 馨子内親王 | 藤原歓子      | 藤原寛子   |
| 寛治5年1月22日（1091年2月13日）    | 媞子内親王 | 馨子内親王 | 藤原歓子      | 藤原寛子   |
| 寛治7年1月19日（1093年2月17日）    |            | 馨子内親王 | 藤原歓子      | 藤原寛子   |
| 寛治7年2月22日（1093年3月21日）    | 篤子内親王 | 馨子内親王 | 藤原歓子      | 藤原寛子   |
| 寛治7年9月4日（1093年9月26日）     | 篤子内親王 |            | 藤原歓子      | 藤原寛子   |
| 康和4年8月17日（1102年9月30日）    | 篤子内親王 |            |               | 藤原寛子   |
| 嘉承2年12月1日（1108年1月15日）    | 篤子内親王 | 令子内親王 |               | 藤原寛子   |
| 永久2年10月1日（1114年10月30日）   |            | 令子内親王 |               | 藤原寛子   |
| 永久6年1月26日（1118年2月18日）    | 藤原璋子   | 令子内親王 |               | 藤原寛子   |
| 天治元年11月24日（1124年12月31日） |            | 令子内親王 |               | 藤原寛子   |
| 大治2年8月14日（1127年9月30日）    |            | 令子内親王 |               |            |
| 大治5年2月21日（1130年4月1日）     | 藤原聖子   | 令子内親王 |               |            |
| 長承3年3月19日（1134年4月15日）    | 藤原聖子   | 藤原泰子   |               | 令子内親王 |
| 保延5年7月28日（1139年8月24日）    | 藤原聖子   |            |               | 令子内親王 |
| 永治元年12月27日（1142年1月25日）  |            | 藤原得子   | 藤原聖子      | 令子内親王 |
| 天養元年4月21日（1144年5月25日）   |            | 藤原得子   | 藤原聖子      |            |
| 久安5年8月3日（1149年9月6日）      |            |            | 藤原聖子      |            |
| 久安6年2月27日（1150年3月27日）    |            |            |               |            |
| 久安6年3月14日（1150年4月13日）    |            | 藤原多子   |               |            |
| 久安6年6月22日（1150年7月18日）    | 藤原呈子   | 藤原多子   |               |            |
| 保元元年10月27日（1156年12月11日） | 藤原忻子   | 藤原呈子   | 藤原多子      |            |
| 保元3年2月3日（1158年3月5日）      | 藤原忻子   | 統子内親王 | 藤原呈子      | 藤原多子   |
| 保元4年2月13日（1159年3月4日）     | 藤原忻子   |            | 藤原呈子      | 藤原多子   |
| 保元4年2月21日（1159年3月12日）    | 姝子内親王 | 藤原忻子   | 藤原呈子      | 藤原多子   |
| 応保2年2月5日（1162年2月20日）     |            | 藤原忻子   | 藤原呈子      | 藤原多子   |
| 応保2年2月19日（1162年3月6日）     | 藤原育子   | 藤原忻子   | 藤原呈子      | 藤原多子   |
| 仁安3年3月14日（1168年4月30日）    | 藤原育子   | 藤原忻子   |               | 藤原多子   |
| 仁安3年3月20日（1168年5月6日）     | 藤原育子   | 藤原忻子   | 平滋子        | 藤原多子   |
| 仁安4年4月12日（1169年5月17日）    | 藤原育子   | 藤原忻子   |               | 藤原多子   |
| 承安2年2月10日（1172年3月6日）     | 平徳子     | 藤原育子   | 藤原忻子      | 藤原多子   |
| 承安3年8月15日（1173年9月23日）    | 平徳子     |            | 藤原忻子      | 藤原多子   |
| 養和元年11月25日（1182年1月1日）   |            |            | 藤原忻子      | 藤原多子   |
| 寿永元年8月14日（1182年9月13日）   |            | 亮子内親王 | 藤原忻子      | 藤原多子   |
| 文治3年6月28日（1187年8月4日）     |            |            | 藤原忻子      | 藤原多子   |
| 建久元年4月26日（1190年5月31日）   | 藤原任子   |            | 藤原忻子      | 藤原多子   |
| 建久9年3月3日（1198年4月10日）     | 藤原任子   | 範子内親王 | 藤原忻子      | 藤原多子   |
| 正治2年6月28日（1200年8月9日）     |            | 範子内親王 | 藤原忻子      | 藤原多子   |
| 建仁元年12月24日（1202年1月19日）  |            | 範子内親王 | 藤原忻子      |            |
| 元久2年7月11日（1205年7月28日）    | 藤原麗子   | 範子内親王 | 藤原忻子      |            |
| 建永元年9月2日（1206年10月5日）    | 藤原麗子   |            | 藤原忻子      |            |
| 承元2年8月8日（1208年9月19日）     | 藤原麗子   | 昇子内親王 | 藤原忻子      |            |
| 承元3年4月25日（1209年5月30日）    | 藤原麗子   |            | 藤原忻子      |            |
| 承元3年8月12日（1209年9月12日）    | 藤原麗子   |            |               |            |
| 承元4年3月19日（1210年4月14日）    |            |            |               |            |
| 承元5年1月22日（1211年2月7日）     | 藤原立子   |            |               |            |
| 承久3年12月1日（1222年1月14日）    | 藤原立子   | 邦子内親王 |               |            |
| 承久4年3月25日（1222年5月7日）     |            | 邦子内親王 |               |            |
| 貞応2年2月25日（1223年3月28日）    | 藤原有子   | 邦子内親王 |               |            |
| 貞応3年8月4日（1224年9月18日）     | 藤原有子   |            |               |            |
| 嘉禄2年7月29日（1226年8月23日）    | 藤原長子   | 藤原有子   |               |            |
| 嘉禄3年2月20日（1227年3月9日）     | 藤原長子   |            |               |            |
| 寛喜元年4月18日（1229年5月12日）   |            |            |               |            |
| 寛喜2年2月16日（1230年3月31日）    | 藤原竴子   |            |               |            |
| 貞永2年4月3日（1233年5月13日）     |            |            |               |            |
| 天福元年6月20日（1233年7月28日）   |            | 利子内親王 |               |            |
| 延応元年11月12日（1239年12月8日）  |            |            |               |            |
| 仁治3年8月9日（1242年9月5日）      | 藤原姞子   |            |               |            |
| 宝治2年6月18日（1248年7月10日）    |            |            |               |            |
| 宝治2年8月8日（1248年8月27日）     |            | 曦子内親王 |               |            |
| 建長3年3月27日（1251年4月19日）    |            |            |               |            |
| 康元2年1月29日（1257年2月14日）    | 藤原公子   |            |               |            |
| 正元元年12月19日（1260年2月1日）   |            |            |               |            |
| 文応2年2月8日（1261年3月10日）     | 藤原佶子   |            |               |            |
| 弘長元年8月20日（1261年9月16日）   | 藤原嬉子   | 藤原佶子   |               |            |
| 文永5年12月6日（1269年1月9日）     |            | 藤原佶子   |               |            |
| 文永9年8月9日（1272年9月2日）      |            |            |               |            |
| 弘安8年8月19日（1285年9月19日）    |            | 姈子内親王 |               |            |
| 正応元年8月20日（1288年9月17日）   | 藤原鏱子   | 姈子内親王 |               |            |
| 正応4年8月12日（1291年9月6日）     | 藤原鏱子   |            |               |            |
| 永仁6年8月21日（1298年9月27日）    |            |            |               |            |
| 嘉元元年9月24日（1303年11月4日）   | 藤原忻子   |            |               |            |
| 延慶3年12月19日（1311年1月9日）    |            |            |               |            |
| 文保3年3月27日（1319年4月18日）    |            | 奨子内親王 |               |            |
| 元応元年8月7日（1319年9月21日）    | 藤原禧子   | 奨子内親王 |               |            |
| 元応元年11月15日（1319年12月27日） | 藤原禧子   |            |               |            |
| 正慶元年5月20日（1332年6月13日）   |            |            |               |            |
| 元弘3年6月5日（1333年7月17日）     | 藤原禧子   |            |               |            |
| 元弘3年7月11日（1333年8月21日）    |            |            | 藤原禧子      |            |
| 元弘3年10月12日（1333年11月19日）  |            |            |               |            |
| 元弘3年12月7日（1334年1月13日）    | 珣子内親王 |            |               |            |
| 建武4年1月16日（1337年2月17日）    |            |            |               |            |
| 暦応2年（1339年）10月以降?         |            |            | 藤原廉子      |            |
| 建徳2年9月末以降（1371年11月以降） | 藤原氏     |            |               |            |
| 寛永元年11月28日（1625年1月7日）   | 源和子     |            |               |            |
| 寛永6年11月9日（1629年12月23日）   |            |            |               |            |
| 天和3年2月14日（1683年3月12日）    | 藤原房子   |            |               |            |
| 貞享4年3月25日（1687年5月6日）     |            |            |               |            |
| 宝永5年2月27日（1708年4月17日）    | 幸子女王   |            |               |            |
| 宝永7年3月21日（1710年4月19日）    |            |            |               |            |
| 延享4年5月27日（1747年7月4日）     |            |            | 二条舎子      |            |
| 寛延3年6月26日（1750年7月29日）    |            |            |               |            |
| 明和8年5月9日（1771年6月21日）     |            |            | 一条富子      |            |
| 明和8年7月9日（1771年8月19日）     |            |            |               |            |
| 安永10年3月15日（1781年4月8日）    |            |            | 近衛維子      |            |
| 天明3年10月12日（1783年11月6日）   |            |            |               |            |
| 寛政6年3月7日（1794年4月6日）      | 欣子内親王 |            |               |            |
| 文政3年3月14日（1820年4月26日）    |            |            | 欣子内親王    |            |
| 天保12年閏1月22日（1841年3月14日） |            |            |               |            |
| 弘化4年3月14日（1847年4月28日）    |            |            | 鷹司祺子      |            |
| 弘化4年10月13日（1847年11月20日）  |            |            |               |            |
| 慶應4年3月18日（1868年4月10日）    |            |            | 九条夙子      |            |
| 明治元年12月28日（1869年2月9日）   | 一条美子   |            | 九条夙子      |            |
| 明治2年7月8日（1869年8月15日）     |            | 一条美子   | 九条夙子      |            |
| 明治30年（1897年）1月11日          |            | 一条美子   |               |            |
| 明治45年（1912年）7月30日          |            | 九条節子   | 一条美子      |            |
| 大正3年（1914年）4月9日            |            | 九条節子   |               |            |
| 大正15年（1926年）12月25日         |            | 良子女王   | 九条節子      |            |
| 昭和26年（1951年）5月17日          |            | 良子女王   |               |            |
| 昭和64年（1989年）1月7日           |            | 正田美智子 | 良子女王      |            |
| 平成12年（2000年）6月16日          |            | 正田美智子 |               |            |
| 令和元年（2019年）5月1日           |            | 小和田雅子 | 正田美智子    |            |